# پیوستن به اقیانوس
پیوستن به اقیانوس 
(به تلوگویی: Sagara Sangamam) فیلمی محصول سال ۱۹۸۳ و به کارگردانی کاسیناتونی ویسوانت است. در این فیلم بازیگرانی همچون کمال حسن، جایا پرادا، سارات بابو ایفای نقش کرده‌اند.